# Марія Єлена Кіріяку
Марія Єлена Кіріяку (грец. Μαρία Έλενα Κυριάκου; нар. 11 січня 1984, Ларнака, Кіпр) — грецька співачка кіпріотського походження. Виборола перемогу у першому сезоні талант-шоу The Voice of Greece, де брала участь у команді Деспіни Ванді. З піснею «One Last Breath» представляла Грецію на Євробаченні 2015. У фіналі співачка посіла 19-те місце.